# Botanikus kert (Graz)
A grazi botanikus kert a Grazi Egyetem növénytani intézetének (Institut für Pflanzenwissenschaften) kezelésében álló botanikus kert, mely Graz harmadik kerületében, Geidorfban található.

## Története
Az eredetileg 1811-ben az Universalmuseum Joanneum részeként tervezett és felépített botanikus kertet 1887-ben költöztették jelenlegi helyére.
A kert első üvegházának építését 1889-ben kezdték el, s elkészülte után egészen 1995-ig, az új üvegházak megnyitásáig használatban állt. Ezt követően régi üvegháznak (altes Gewächshaus) kezdték el nevezni. 1997-ben leromlott állapota miatt azt tervezték, hogy lebontják, de ezt egy polgári kezdeményezés megakadályozta. Azóta a felújításra szoruló régi üvegház használaton kívül, műemléki védelem alatt áll.
1989-ben kezdték el az új üvegházak – egy melegház (Warmhaus), egy hidegház (Kalthaus), egy mérsékeltház (Temperierthaus) és egy szukkulensház (Sukkulentenhaus) – építését, melyek 1995. június 25-én nyíltak meg.

## Nyitvatartása
A botanikus kert szabad ég alatti területei naponta 8 és 15 óra között (május 15. és szeptember 15. között 8 és 17 óra között), míg az üvegházak (a december 24. és január 6. közötti időszak kivételével) naponta 10 és 14 óra között látogathatók.

## Galéria
|  |  |  |  |  |

## Fordítás
Ez a szócikk részben vagy egészben  a   Botanischer Garten der Universität Graz című német Wikipédia-szócikk ezen változatának fordításán alapul.  Az eredeti cikk szerkesztőit annak laptörténete sorolja fel. Ez a jelzés csupán a megfogalmazás eredetét és a szerzői jogokat jelzi, nem szolgál a cikkben szereplő információk forrásmegjelöléseként.